# Simon Cornelis Dik
Simon Cornelis Dik (Delden, 6 september 1940 – Holysloot, 1 maart 1995) was een Nederlands taalkundige, die vooral bekend is geworden door zijn ontwikkeling van de theorie van de functionalistische taalkunde.
Dik volgde zijn middelbareschoolopleiding aan het Barlaeusgymnasium, en ging vervolgens klassieke talen studeren aan de Gemeente Universiteit Amsterdam.
Dik was van 1969 tot 1994 algemeen taalkundige aan de Universiteit van Amsterdam. Tijdens deze 25 jaar ontwikkelde hij zijn theorie. In 1989 publiceerde hij het eerste deel van zijn bevindingen. Hij bleef hier tot kort voor zijn dood aan doorwerken, ondanks dat hij de laatste twee jaar van zijn leven zwaar ziek was. Het tweede deel van zijn werk werd in 1997 postuum gepubliceerd.

## Publicaties
- The Theory of Functional Grammar (Part I: The Structure of the clause), 1989 - ISBN 90-6765-432-9
- The Theory of Functional Grammar (Part II: Complex and Derived Constructions), 1997 - ISBN 3-11-015404-8 (pt.I); ISBN 3-11-015403-X (pt.I paperback); ISBN 3-11-015406-4 (pt. II); ISBN 3-11-015405-6 (pt. II paperback)